# لفافة ثلج

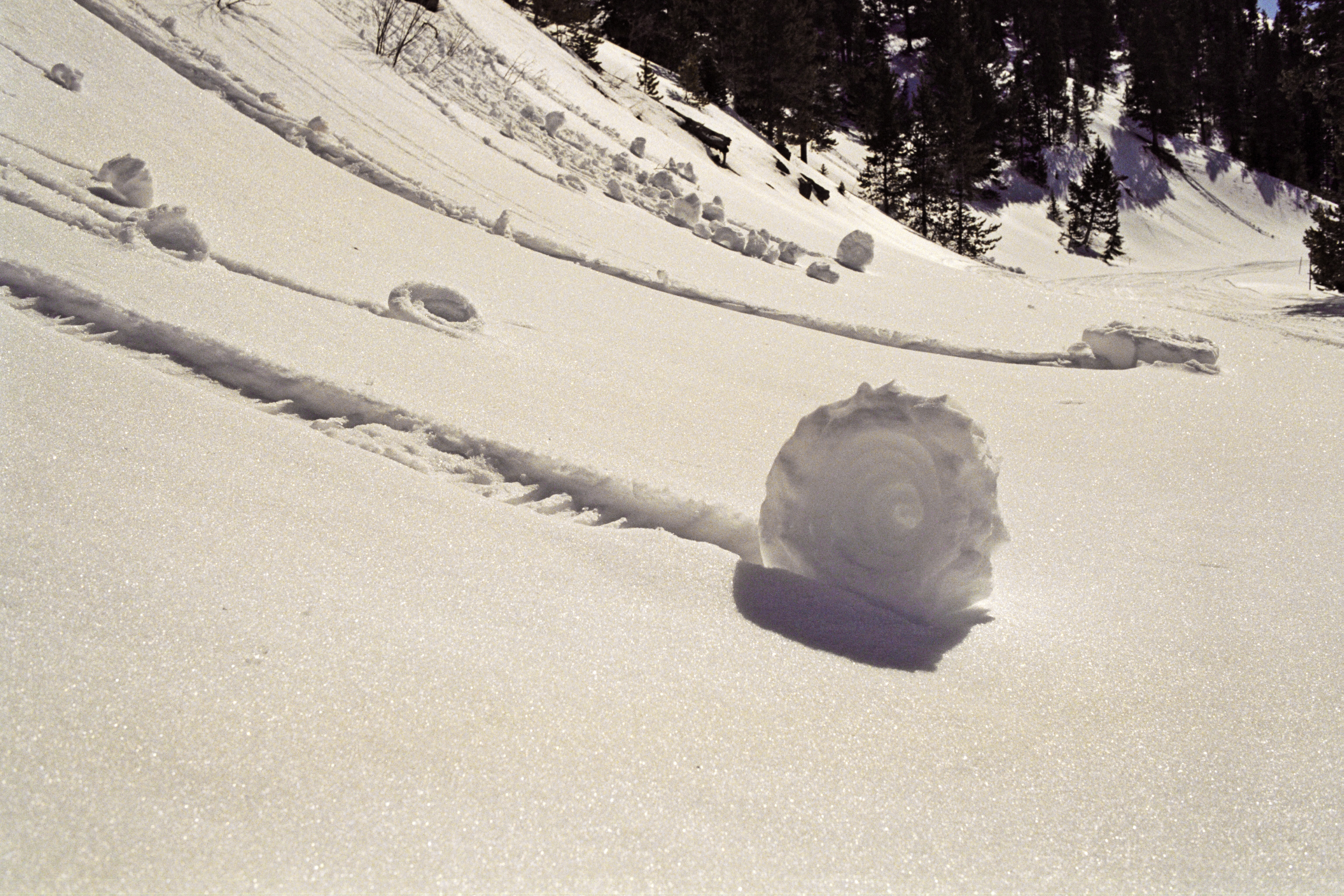
لفافة ثلجية.

إن لفافة الثلج (بالإنجليزية: Snow roller)‏، هي ظاهرة نادرة في الأرصاد الجوية تتشكل فيها كرات الثلج الكبيرة بشكل طبيعي حيث يتم هبوب قطع من الثلج على الأرض بواسطة الرياح، حيث تُلتَقط المواد على طول الطريق، بنفس الطريقة التي تصنع بها كرات الثلج الكبيرة المستخدمة في رجل الثلج. من الممكن أن تكون صغيرة مثل كرة التنس، ويمكن أن تكون أكبر من السيارة. معظم لفافات الثلج بعرض بضع بوصات / سم.
تملك أسماء شائعة أخرى، منها؛ أسطوانات ثلجية، بكرة الثلج، كعك ثلجي، وكرات الثلج. على عكس كرات الثلج التي يصنعها الناس، تكون أسطوانات الثلج عادة أسطوانية الشكل، وغالبًا ما تكون مجوفة بسبب وجود الطبقات الداخلية، وتكون الطبقات الأولى ضعيفة ورقيقة مقارنة بالطبقات الخارجية ويمكن بسهولة تفجيرها. تُشبه في شكلها الخارجي الدونات أو السويسرول.
هناك حاجة للشروط التالية من أجل تشكيل لفافات الثلج:
- يجب أن يكون هناك طبقة سطحية رقيقة نسبيا من الثلج الرطب المتفكك، مع وجود درجة حرارة بالقرب من نقطة انصهار الجليد.[2]
- تحت هذه الطبقة الرقيقة من الثلج الرطب يجب أن يكون هناك ركيزة لا تلتصق بها الطبقة السطحية الرقيقة من الثلج الرطب، مثل الثلج المهروس.[2]
- يجب أن تكون الرياح قوية بما يكفي لتحريك لفافة الثلج،[2] ولكن ليست قوية بما يكفي لهدمها أو تفتيتها.
- يمكن للجاذبية أن تحرك لفافات الثلج كما يحدث عندما تهبط كرة ثلجية، مثل تلك التي ستسقط من شجرة أو جرف، على تل شديد الانحدار وتبدأ في التدحرج.[4]

وبسبب الشرط الأخير تكون لفافات الثلج أكثر شيوعًا في المناطق الجبلية. ومع ذلك، فإن الطبيعة الدقيقة للظروف المطلوبة تجعلها ظاهرة نادرة للغاية.

## معرض الصور

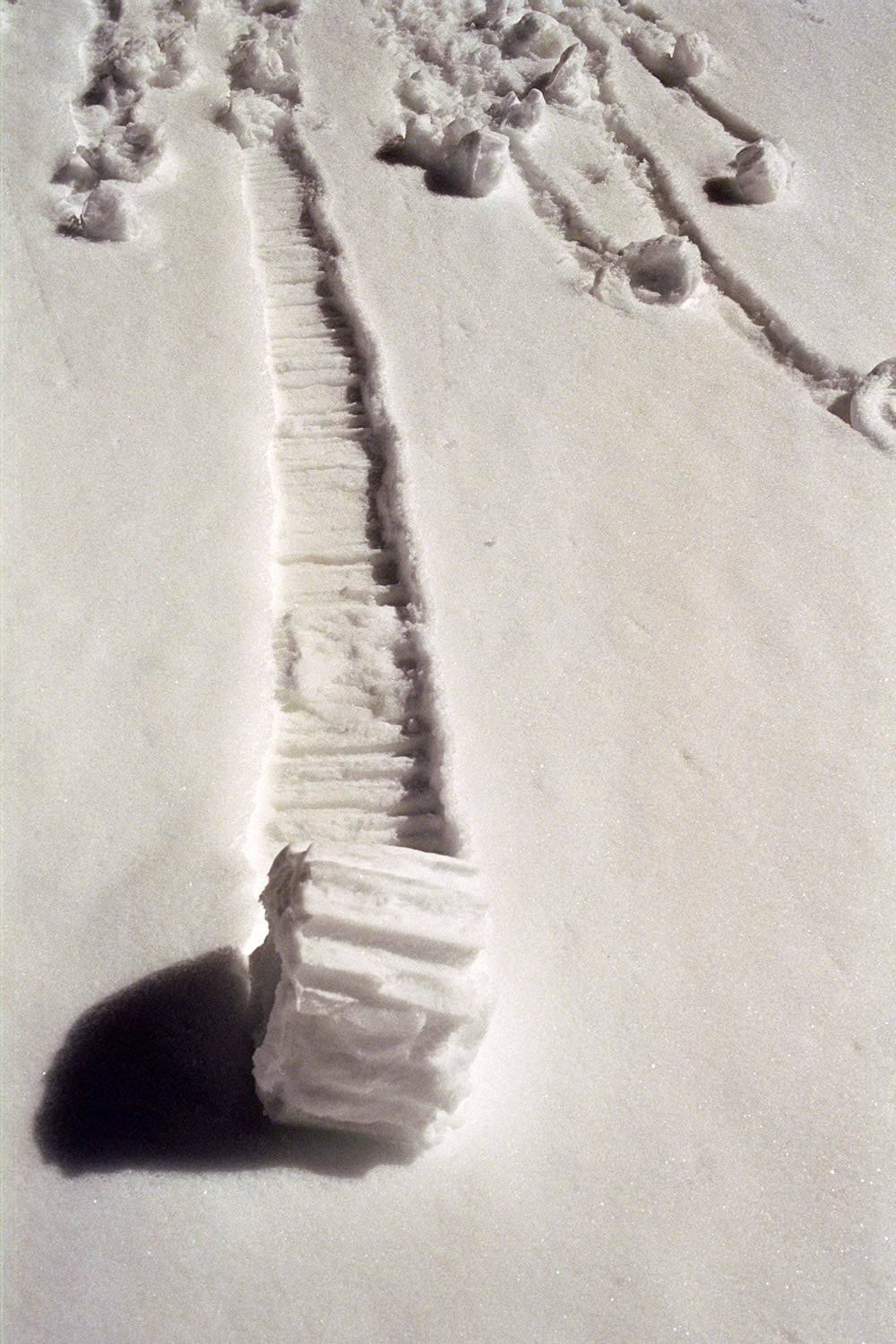
أسطوانة ثلجية ذات شكل يشبه الترس من حديقة روكي ماونتن الوطنية، كولورادو.

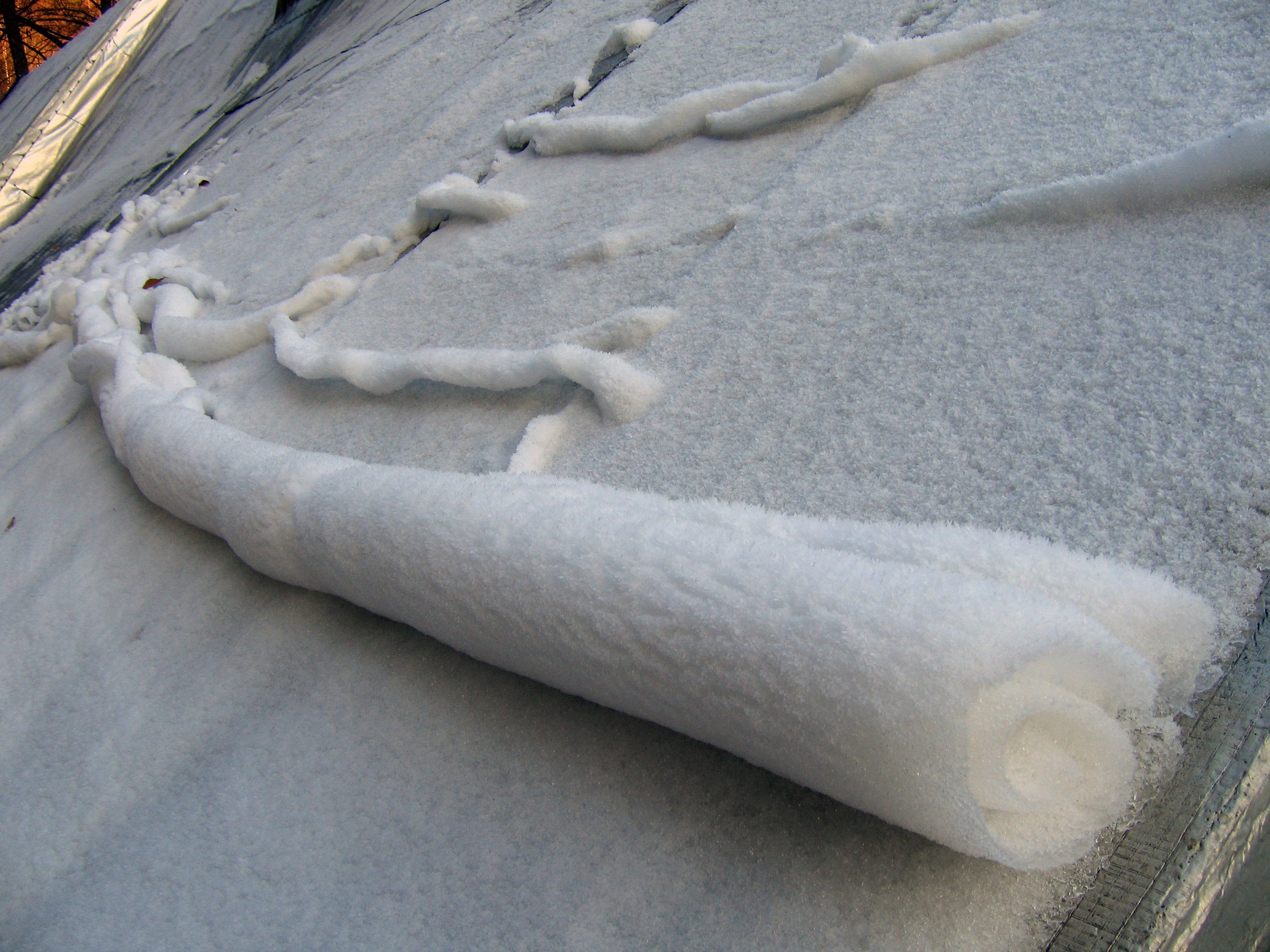
أسطوانة ثلجية في كركونشي، في جمهورية التشيك بالقرب من بولندا
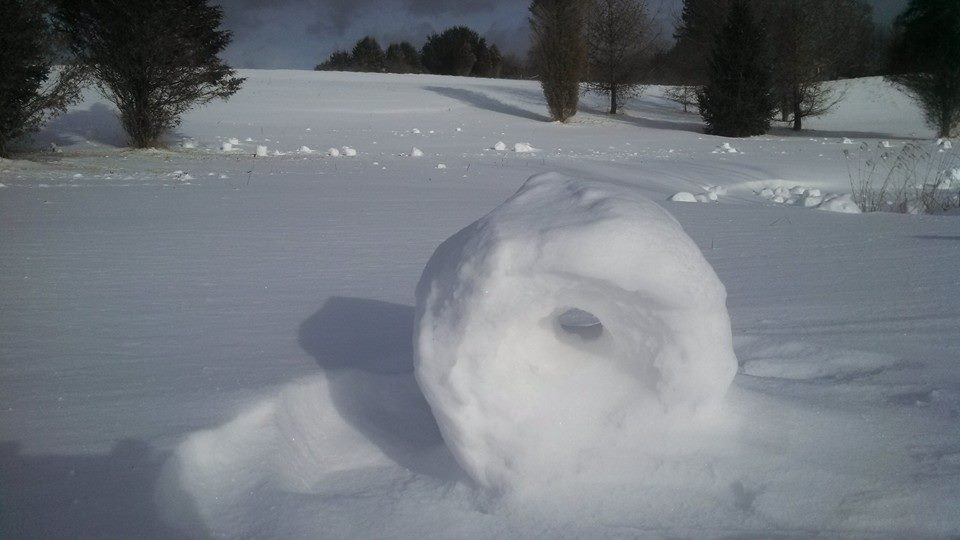
تشكلت لفافة الثلج خلال الليل أثناء الرياح العاتية في فينوس، بنسلفانيا
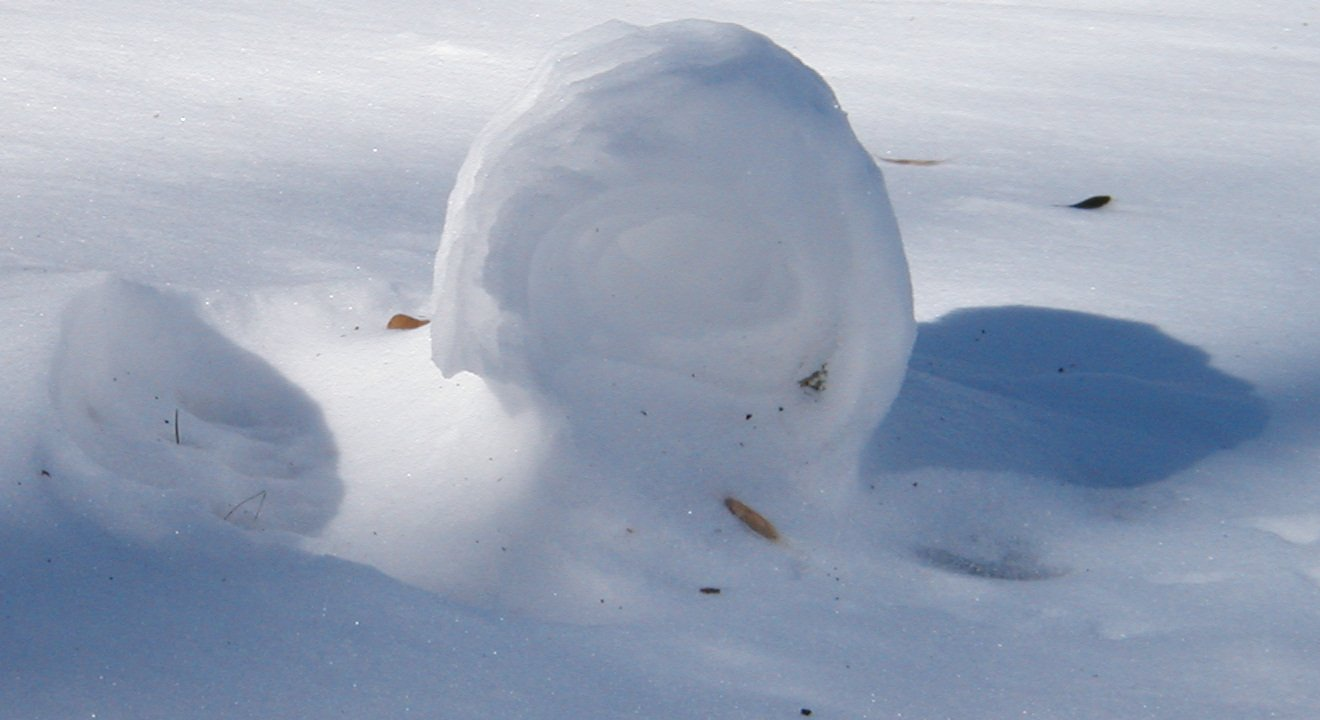
لفافة ثلجية في سينسيناتي
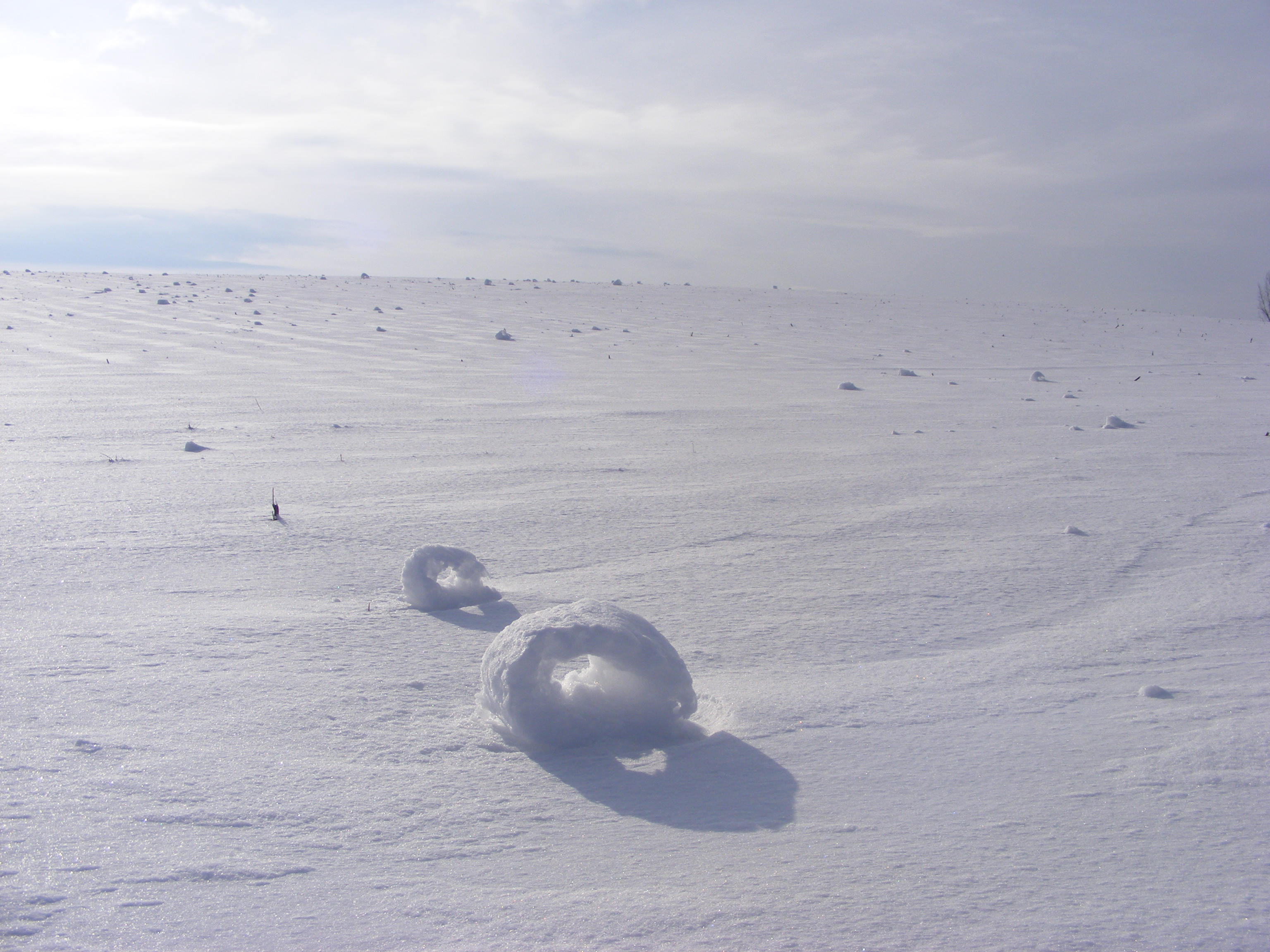
لفافة الثلج تترك مسارات في الثلج
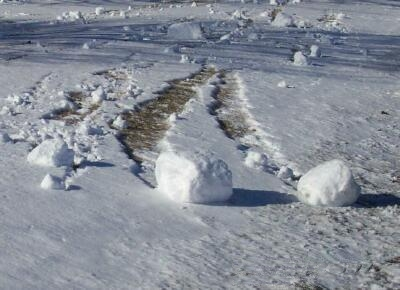
لفافة الثلج في كلية لينكولن المسيحية، إلينوي.
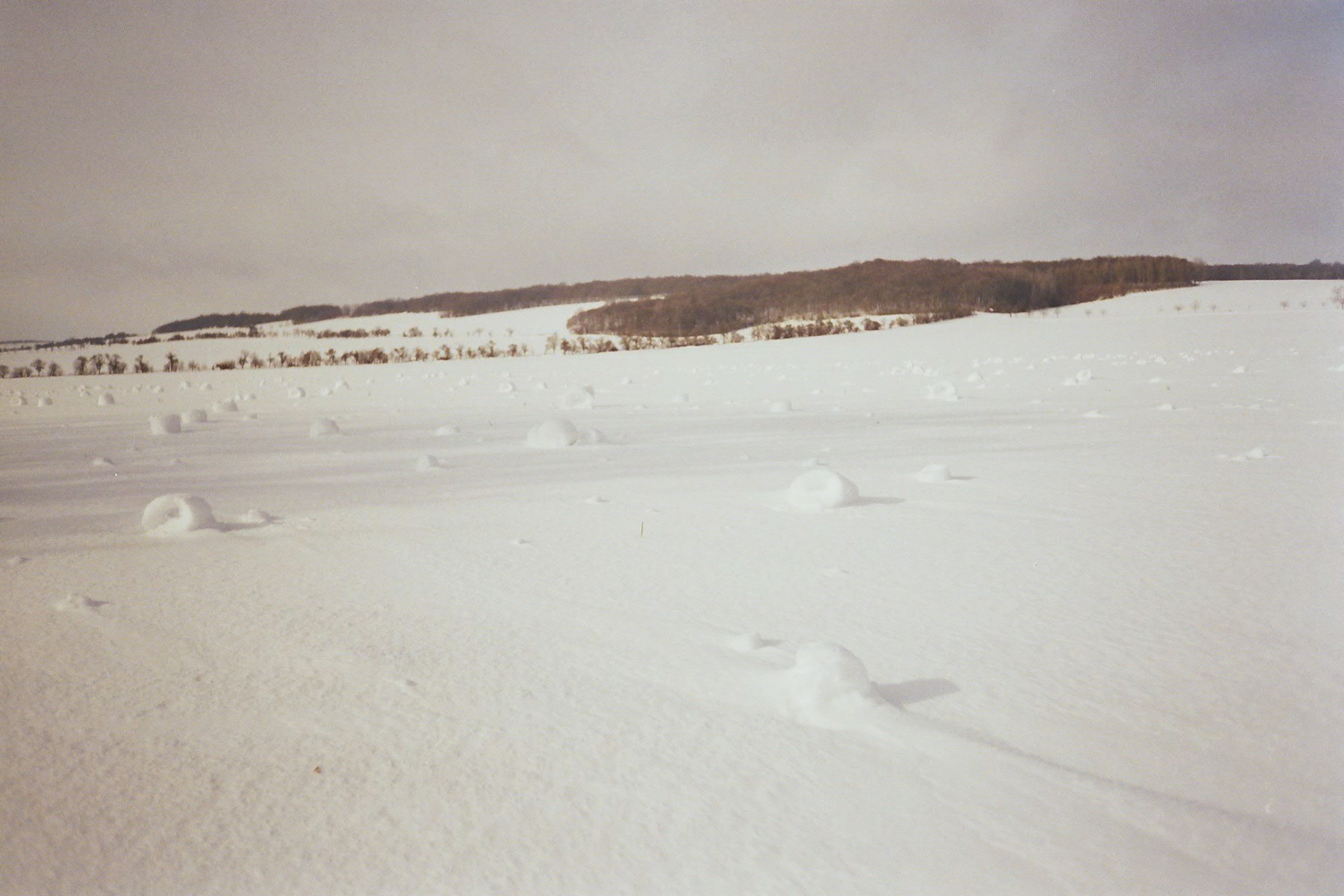
لفافة الثلج في سكسونيا-أنهالت، ألمانيا